# Vranac
Vranac (serbisch-kyrillisch Вранац oder Вранец in der Mazedonischen Sprache) ist eine autochthone Rotweinsorte aus Montenegro, Serbien, Mazedonien und im südlichen Teil Kroatiens. Aufgrund der großen Anzahl verschiedener Klone darf angenommen werden, dass die Sorte seit dem Mittelalter angebaut wird. Der Name Vranec bedeutet in der mazedonischen Sprache „schwarzer Hengst“ und deutet auf die tiefe Farbe der Weine hin.    In Skopje wurde zu Ehren der Vranectraube am 5. Oktober 2019  der erste Welt-Vranec-Tag gewürdigt.

## Verbreitung
Im Jahr 2016 wurde eine weltweit bestockte Fläche von 9516 ha erhoben.

## Ampelographische Sortenmerkmale
- Bei den mittelgroßen Laubblättern ist die Blattspreite drei- oder fünflappig und schmal gebuchtet. Die Stielbucht ist V-förmig überlappend. Das Blatt ist spitz gesägt. Die Blattoberfläche ist glatt.
- Die walzenförmige Traube ist meist geschultert, mittelgroß und dichtbeerig. Die länglichen Beeren sind mittelgroß, dickschalig und von bläulich-violetter Farbe.

Reife: Die Rebsorte reift etwa 22 Tage nach dem Gutedel, also ähnlich wie der Spätburgunder und gilt somit im Latium als früh reifend.

## Synonyme
Die Rebsorte ist auch unter den folgenden Namen und Schreibweisen bekannt: Kratosija, Prhljavac, Varjuszoeloe, Vranac Crmnichki, Vranac Crminicki, Vranac Crni, Vranac Crnogorski, Vranac Prhljavac, Vranac Rehuljavi, Vranak, Vrantz, Vranatz Hrstacka, Vranec, Vranek, Vranets, Vranetze und Vranik.